# Poularde

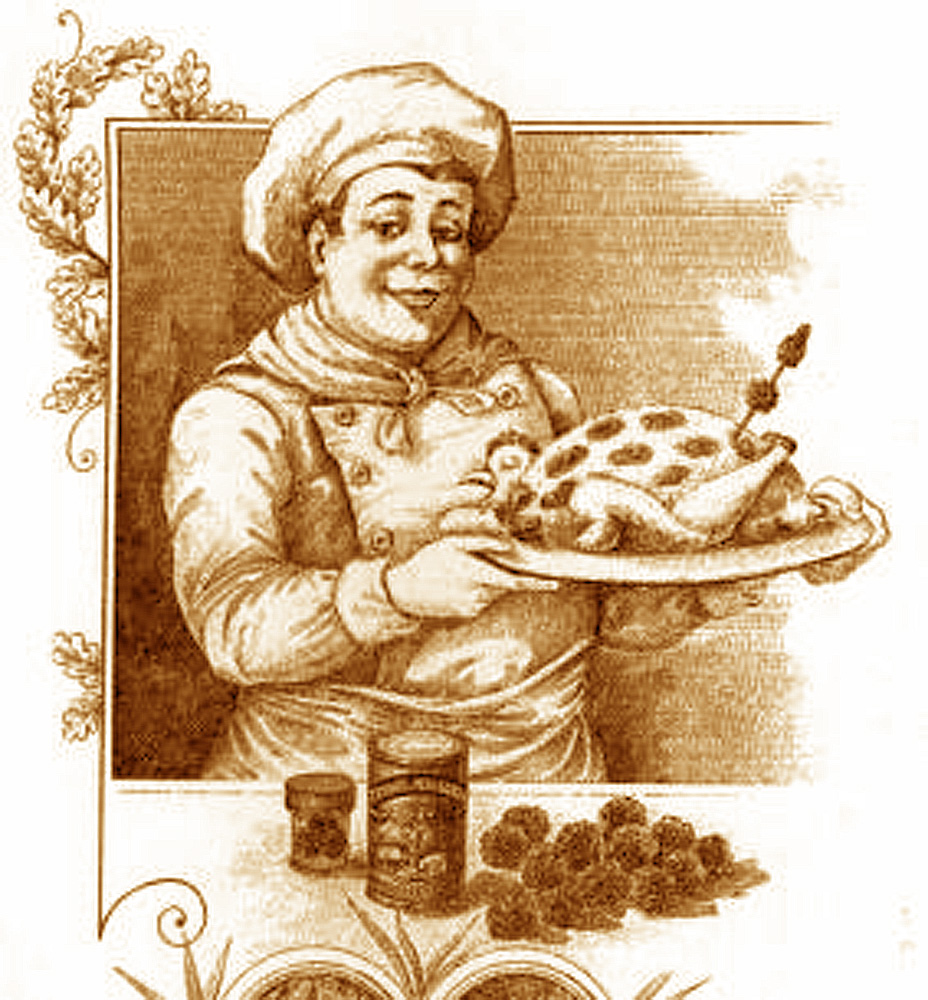
« Une magnifique poularde truffée vint ensuite, et on l’arrosa d’un certain petit vin de Château-d’Iquem, que je ne recommande pas à mes amis, par le double motif qu’on ne peut plus s’en passer quand on y a goûté, et qu’il revient à vingt francs la bouteille » Maxime Oget, Comtesse et vierge folle (1863)

La poularde est une poulette domestique (Gallus gallus domesticus) qui n'a pas encore pondu, engraissée par une nourriture riche de céréales et de produits laitiers. Les filets sont longs et larges, les pilons ronds, les muscles infiltrés de graisse donnent une chair fine et fondante,.
Plus ronde, plus lourde et grasse que le poulet, âgée de 112 jours minimum dans la réglementation agricole française, elle offre une excellence gustative reconnue par les amateurs. Son engraissement en automne en fait un plat de choix pour les fêtes de fin d'année, elle est qualifiée de volaille festive en français actuel. Elle est spécialement appréciée en Espagne pour Noël et au bouillon dans le Yunnan.

## Dénomination
Les racines latines pullus - pulla (femelle) de l'indo-européen *pu- et -aster (pas tout à fait) donnent pullastra. Le français poularde, l'anglais poularde, et l'allemand Poularde (rare), l'espagnol, le catalan, le galicien et le polonais pularda, l'italien pollanca, le portugais polarda,. Foulardo dans les idiomes romans du midi de la France au Moyen Âge, Pollarde à la renaissance,.
En chinois 骟母鸡 (Shàn mǔ jī) littéralement: castrer-mère-poulets (on dit aussi faux coq)[réf. nécessaire]. En japonais, seul chapon a une traduction : 去勢鶏 (Kyoseidori) encore plus rare en phonétique シャポン (Shapon).

## La volaille grasse: poularde et chapon

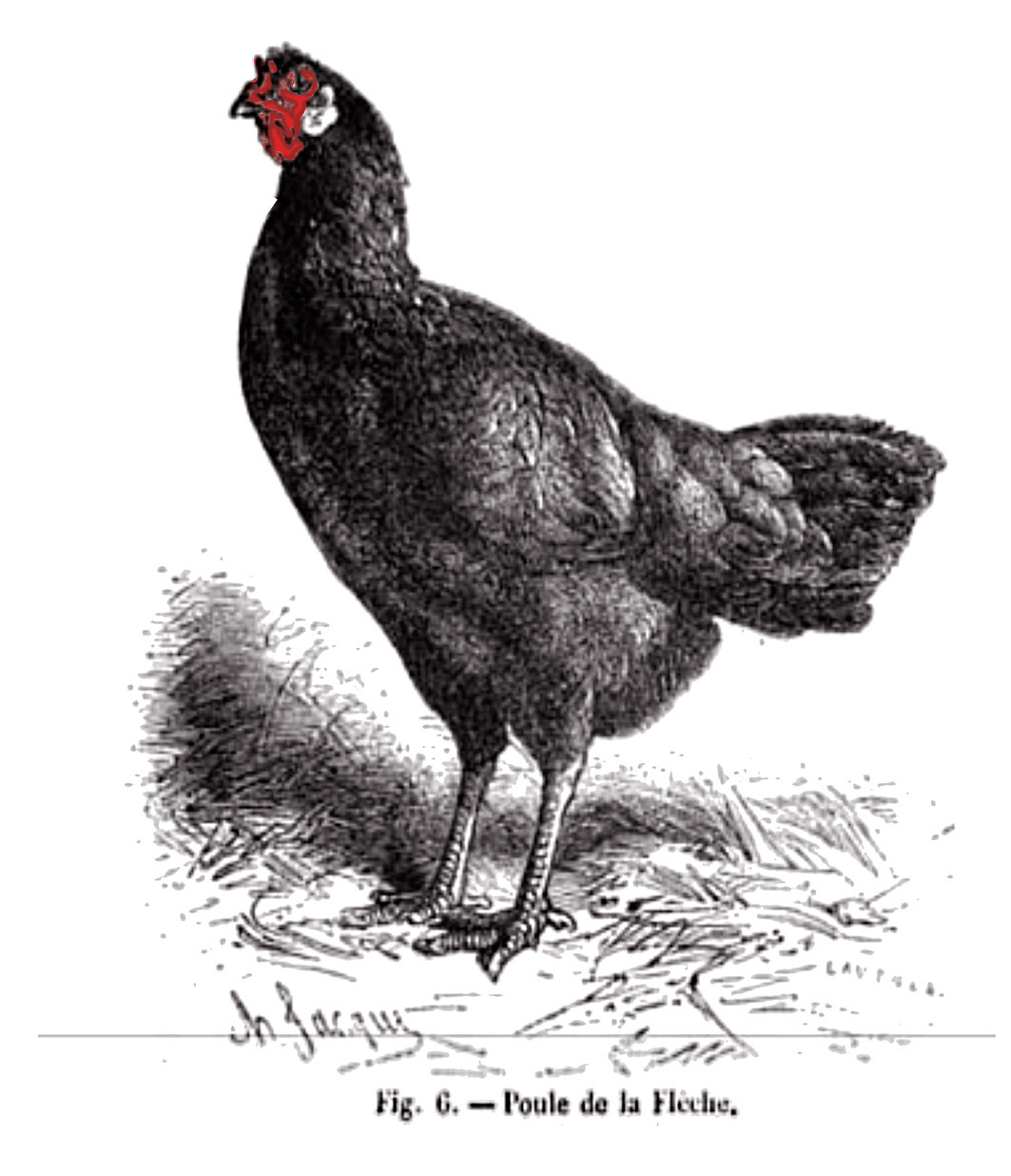
Poule haute jambe de La Flèche: « Le mérite de la race est la finesse, la délicatesse et le goût exceptionnel... elle est propre à l'engraissement » Alfred E. Brehm (1878).

Le chapon, mâle castré et engraissé, plus gros et gras que sa compagne, a une vie plus longue qui en fait un produit de haut luxe et lui assure une certaine préséance. Ainsi, excepté trois années fin XVIIe siècle et début XVIIIe siècle, le chapon est-il largement plus fréquent depuis 1650 dans la base de livres en français numérisés par google.
Pourtant d'après Pline, c'est faute de pouvoir manger autant de poulardes qu'ils le souhaitaient que les romains engraissèrent des chapons (livre X - LXXI.). Dans le livre de Marcel Rouff sur le gastronome mythique Dodin-Bouffant la poularde est citée 5 fois contre 1 pour le chapon. Enfin, c'est bien la poularde Albuféra qui est un des plats le plus emblématique du luxe gastronomique français. En effet, « si la castration n'est pas bien réussie la chair du chapon est moins délicate que celle de la poularde ».
Il existe aussi un jeune poulet engraissé au grain : le poulet à la reine (« en sauté il forme une entrée remarquable » P. Bocuse). Et il existait dans la cuisine classique un poulet gras plus gros que le poulet à la reine,.

### Castration et engraissement
La vie de ces volailles commence par la phase de démarrage (environ 1 mois) suivie des phases de croissance et de finition ou les céréales dont le maïs constituent l'essentiel de l'alimentation. La phase ultime, au début de l'automne, est l'engraissement ou chaponnage, en cage (épinette) dans l'obscurité et dans le calme. Elles reçoivent les nourritures les plus attractives : céréales 70 à 80 % de la diète, farines dans du lait et environ 5 % de légumes, de l'ordre de 3 000 kcal/kg. peu dosée en protéines pour favoriser un engraissement lent et jusqu'à atteindre un poids - variable selon la race - idéalement de 2 à 3 kg,,. « Pour être parfaits une poularde ou un chapon doivent être âgés de 6 mois au moins et de 8 mois au plus » écrit Beauvillers (1837).
La castration prépubertaire de la poulette supprime les œstrogènes et donne un développement avec des attributs (plumage, ergots) aux traits masculins, les os longs sont plus allongés que ceux des poules et enfin la formation de dépôts de graisse sous la peau et l'abdomen est favorisée,. À la fin de la période d'engraissement la poularde peut chanter à la manière d'un coq.

### Facteurs de qualité
L'aire géographique d'élevage, notamment la nature du sol (silico-argileux retenant bien l'eau), la race et l'alimentation des poulardes déterminent leur qualité. Le maïs, sous forme de farine (maïs trempé), est devenu incontournable pendant l'engraissement, on y ajoute châtaignes, de l'orge, de la farine de sarrasin, du son, etc. et du petit lait,. Les pays d'élevage bovin et de céréales sont prédestinés à l'élevage des poulardes. 

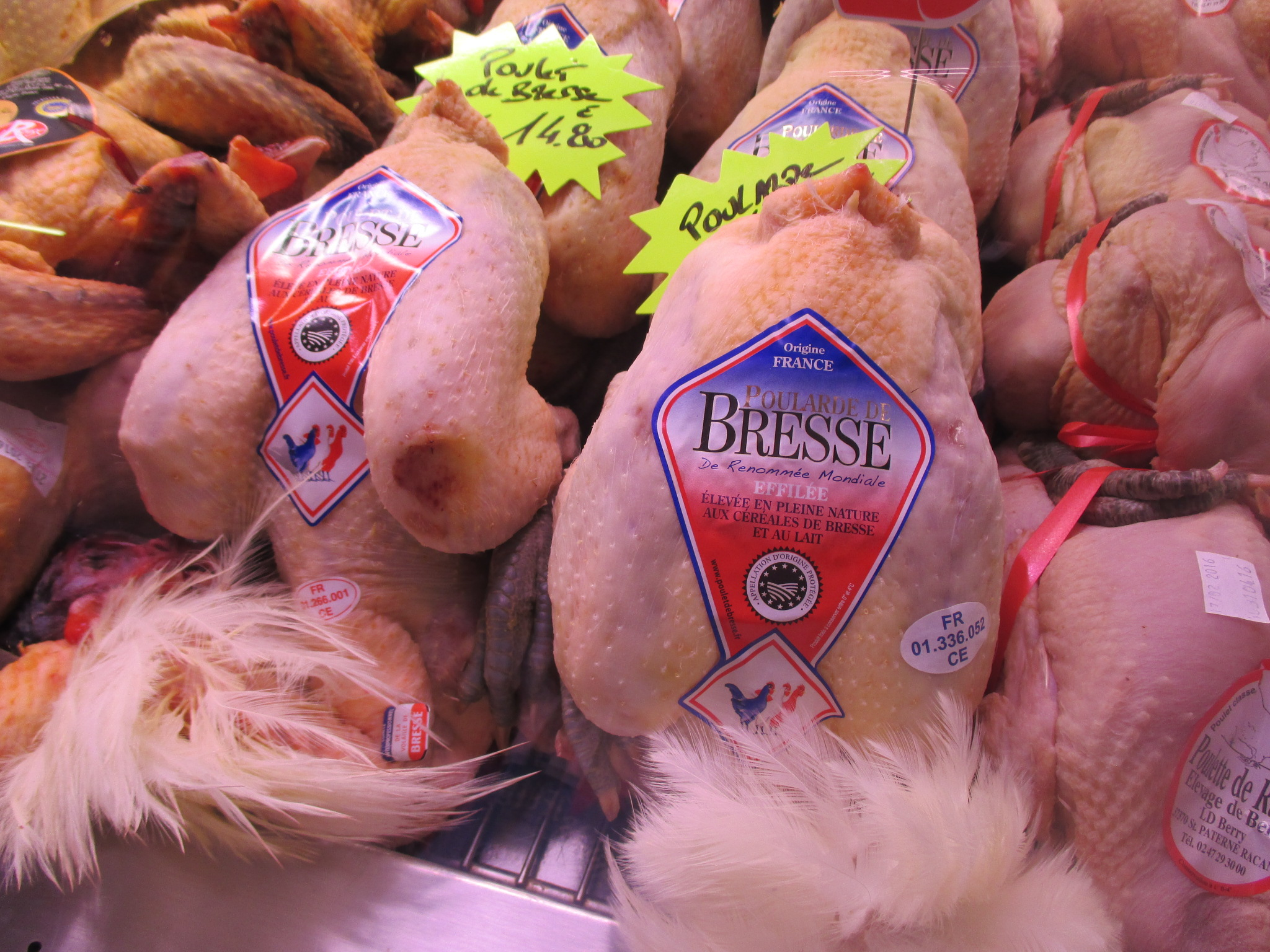
Poularde de Bresse

### Les races
Les poules de chair sont sélectionnées selon leur capacité à l'engraissement, de nombreuses races traditionnelles s'ouvrent vers le marché des volailles festives en premier lieu la poularde et le chapon. En France, selon Victor La Perre de Roo « la race de la Flèche est la plus belle et la plus ancienne de toutes les races françaises », c'est cette race qui a fait la célébrité des poulardes du Mans qui atteignent 4 kg engraissées. À la fin du XIXe siècle les principales races de poularde françaises sont : Crèvecœur, de Houdan, de Bresse, de La Flèche, du Mans, de Barbezieux, de Faverolles, des Courrières,,. De nos jours la référence - y compris en Espagne - est devenue la Bresse Gauloise blanche à pattes bleues, plumage blanc et crête rouge développée, le Centre de Sélection de la Volaille de Bresse propose une sélection de races dont la Gâtinais et la Gascogne aptes à l'engraissement,,. La Bresse a supplanté au XIXe siècle la race de Crèvecoeur. De nouvelles races ont été mises en production avec succès: la rousse à patte blanche de Moutiers-au-Perche, Poularde de Culoiseau.

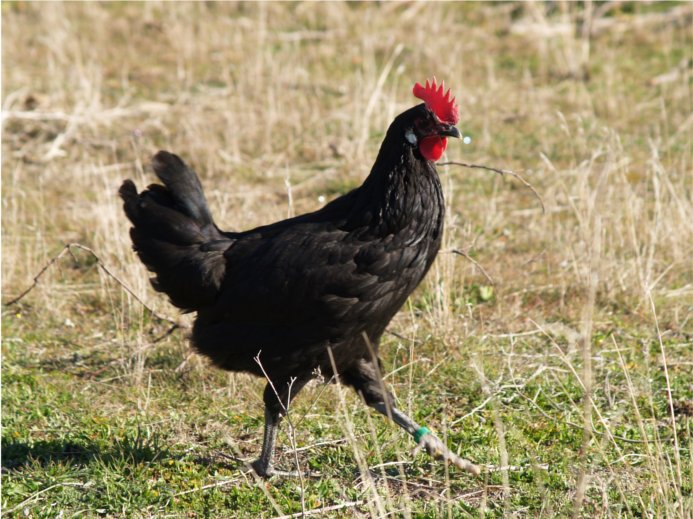
Race castillane castellana negra

En Espagne, les races locales ( raza autóctona española) sont privilégiées, la Federación de Razas Autóctonas de Galicia-Boaga promeut la race Moz, en Catalogne ce sont les races Pota blava, Prat, Villafranquina, en Castille Castellana Negra.

## Histoire
Pline écrit dans le texte précité « Les habitants de Délos ont les premiers engraissé les poules; c'est d'eux que vient cette fureur de manger des volailles grasses et arrosées de leur propre graisse ». On les aurait engraissées dans l’île de Kos, Athénée les nomme « la joie des festins ». Geopónica mentionne l'engraissement avec des figues séchées. La poule grasse, gallina altilis, est des festins d'Apicius, et de Trimalcion,.
Au Moyen Âge (IXe siècle) les moines de Saint-Wandrille et de Saint-Denis consomment des poulardes pour les fêtes. Mais c'est dans l'empire arabo-andalou que de nouvelles méthodes de cuisson apparaissent. L'Anonyme andalou (premier tiers du XIIIe siècle) cuit la « poule dite engraissée » dans sa propre vapeur : la poularde est suspendue dans un pot au couvercle scellé et le pot mis dans le four pour la cuisson, « on retire et on sert, c'est extraordinaire ». L'idée est de ne pas dessécher la poularde et de récupérer la graisse fondue. Ibn Razin al-Tuyibi (1227-1293) fait sa tharida de Tunis dans un couscoussier scellé, la poularde cuit dans l'étage du bas avec les pois chiches et la pâte dans l'étage vapeur : on sert la pâte (mithrid) arrosée du bouillon gras avec la poularde, les pois chiches, cannelle, gingembre. D'après historiacocina au Moyen Âge « les Juifs et les Musulmans ont préféré la volaille... en ragoûts aux épices et fruits secs, tandis que les chrétiens l'ont préférée rôtie ». Cet usage de poularde aux fruits secs (aux abricots) perdure à la renaissance et toujours aujourd'hui. L'opposition cuisson au bouillon versus à la broche se poursuit jusqu'au XIXe siècle, Charles Henrion (1799) dans le Mariage de Jocrisse fait dire à Nicole « je voulais te parler de la méprise que tu as faite, de mettre la poularde au pot, et la poule à la broche ».

En France, ce serait au XVIe siècle, après l’ordonnance royale de frugalité du 20 janvier 1563 que « l'usage d'engraisser de jeunes poules s'est établie dans ce Royaume et qu'elles nous sont connues et servies sous le nom de poulardes ». La belle époque de la poularde va de 1880 à 1940, période pendant laquelle elle est souvent mentionnée et servie à toutes les sauces avec les années triomphales 1926 à 28. 

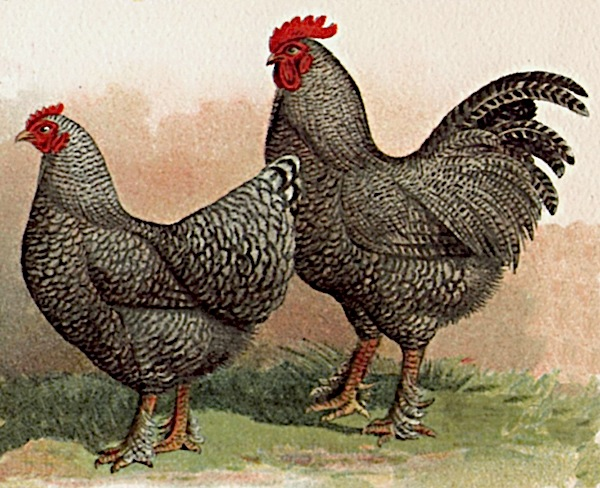
La race Coucou de Malines donne la poularde de Bruxelles (XIX)

## Reconnaissance de qualité

### Labels de qualitéeuropéens
- Poularde de Bresse AOP : les chapons gras sont mentionnés en 1591 dans les registres municipaux de Bourg-en-Bresse. Selon le règlement (UE) no 1121/2013 de la commission européenne, la Poularde de Bresse est une poule femelles de race gauloise ou Bresse blanche, âgée de 140 jours minimum à maturité sexuelle (224 pour le chapon de Bresse) n’étant pas entrées en cycle de ponte, d'un poids minimum de 1,8 kg effilé. L’aire géographique de l’appellation d’origine est une zone de communes formant un ensemble continu au milieu des départements français de l'Ain, du Jura et de la Saône et Loire autour de Louhans au nord et Montrevel-en Bresse au sud[3].
- Poularde du Périgord IGP. Selon le règlement (UE) 2016/1922 de la commission européenne (20 octobre 2016) elle est âgée de 120 jours minimum (150 pour le chapon). L’aire géographique de l'IGP est centrée sur le département de la Dordogne, l'engraissement se fait principalement au maïs[49].
- Poularde fermière de Loué IGP. Le règlement (CE) 519/2008 de la Commission (10 juin 2008) défini une vaste zone de production autour de la Sarthe et la Mayenne[50]. La poularde est âgée de 120 jours minimum (17 semaines)[51].
- Poularde fermière dans la cadre des IGP Volailles de Challans, Volailles fermières de Janzé, Volailles fermières des Landes[52],[53].

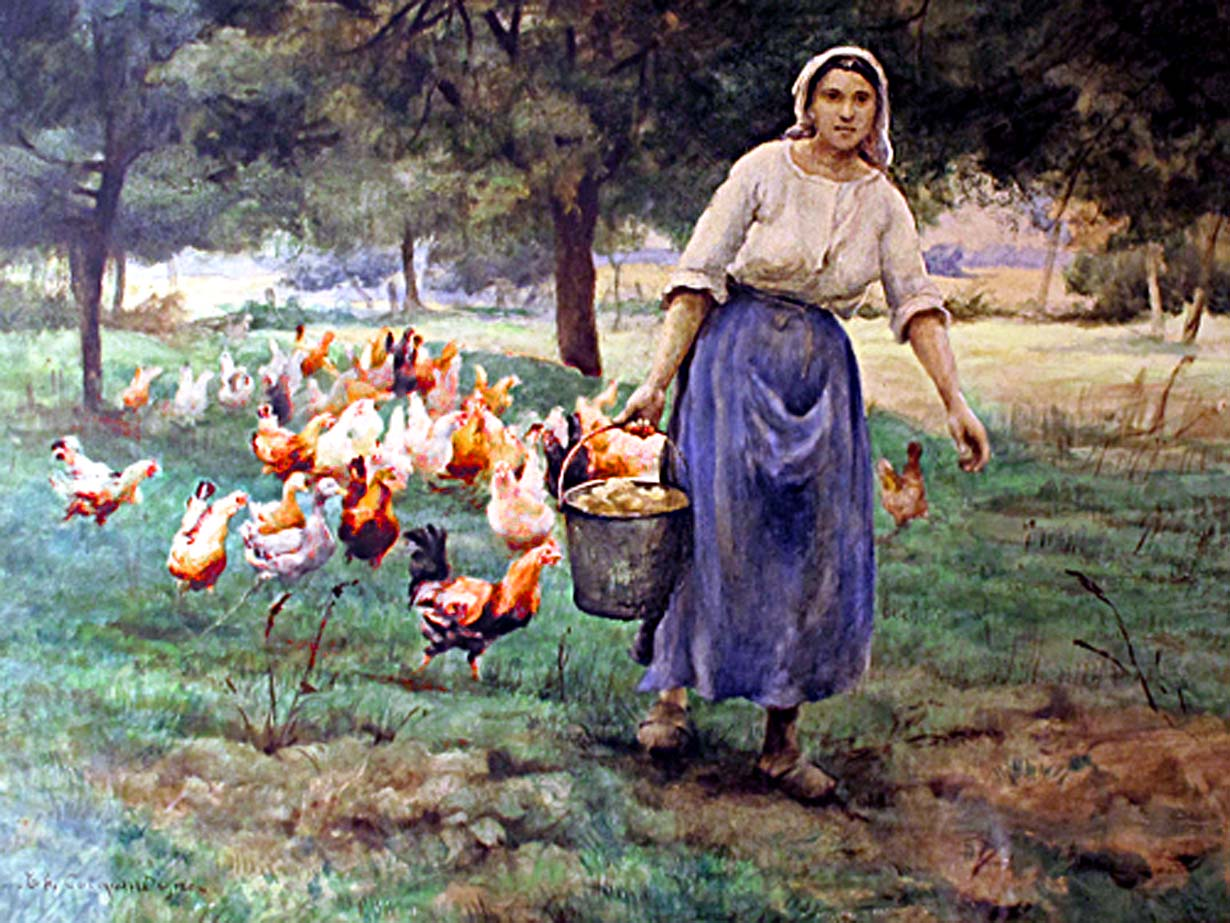
Poulettes et poules sont d'un naturel vorace (Thérèse Cotard-Dupré 1913 Fermière)

### Labels, marques et spécialités de poularde
- Poularde Label rouge (label français) : âgée de 120 jours minimum et engraissée aux céréales[54]. Les cahiers des charges français des poularde blanche et poularde jaune fermière élevée en plein air sont homologués par l'arrêté du 5 octobre 2020[55].
- Poule Den Dungen : poularde et chapon hollandais proches de la race Bresse blanche avec une solide réputation locale[56]
- Poularde de Bruxelles : race coucou de Malines (plumage ressemblant à celui du coucou), nourrie 3 mois à la bouillie de sarrasin au petit lait, elle est servie rôtie avec des chicons, servie à la purée truffée[57],[58],[59] ou cuite à la bière blanche de Namur[60].
- Pularda del Berguedà : poularde catalane dont le régime riche en lait et maïs est complété de plantes aromatiques (concours de recettes à la Fira de Santa Llúcia de Prats de Lluçanès, début décembre)[61],[21]. La race catalane à plumage noir Penadesenca est engraissée par divers élevages renommés (pularda de Can Rovira). En Galice le Convento de Santa Clara de Allariz produit pour Noël sa Pularda del covento[62].
- En Autriche, die steirischen Poularden sont cuites au four enrobées de saindoux (Steirischen Backhähnel) ou poularde de Vienne[63].
- En Suisse orientale, la Bresse blanche est engraissée au maïs suisse (poularde au Ribelmaïs, Ribelmais-Poularde)[64].
- Poule hongre de Wuding 武定之骟母鸡 (Wǔ dìngzhī shàn mǔ jī), 骟母鸡 (Shàn mǔ jī) signifie poule hongre. Spécialité de poularde de race propre au peuple Dian; région de Wuding (province du Yunnan), son origine remonte au XVIIe siècle (fin de la dynastie Ming), elle était servie à la table impériale chinoise. Elle est engraissée au riz et au maïs[réf. nécessaire]. Une race proche est engraissée dans le Luquan, province du Hebei : la poule de bouvillon 阉母鸡 (Yān mǔ jī)[réf. nécessaire].

### La poularde et Noël
L'expression poularde de Noël apparait dans les sources écrites francophones au début du XXe siècle (on lit en 1903 dans un roman de Camille Lemonnier « Sœur Barbara, c'est une vraie poularde de Noël qui cuit au four – Oui, une belle pièce qu'ils ont engraissée tout exprès pour vous ». La tradition était alors fragile, le syndicat d'initiative de La Flèche mène une campagne pour sauver sa poularde de Noël en 1927. Il faut noter que déjà la poularde de Noël s'entend truffée : « Un roman sur la vie de province sans curé, c'est une poularde de Noël sans truffes » (1927).
« Vive Noël ! À nous, saucisse et poularde !
À nous, liqueur et vin vieux !
Fais la nique à la camarde
Qui nous montre les gros yeux ».
La poularde, avec son coût de production élevé, est de plus en plus réservée au réveillon de Noël depuis la seconde décennie du XXIe siècle. Spécialement en Espagne (Pularda de navidad rellena) où elle supplante les civelles. Elle se présente en compagnie des légumes de saison : champignons, truffes , pignons et abricots secs, châtaignes,,,. En 2020, année de pandémie et de confinement, la poularde européenne est livrée à domicile pour les fêtes,. Selon El Mundo (2022) 500 000 espagnols réveillonnent autour d'une poularde ou d'un chapon le 24 décembre, la plupart du temps achetée cuite et farcie aux truffes (la populaire Pularda trufada asada al horno de Cascajares est farcie à la truffe blanche d'été) ou farci aux abricots sec pour le chapon, Cascajares dont les poulardes furent servies au mariage de Felipe VI et Letizia Ortiz, en expédie 90 000 emballages individuels pour cette occasion.

## Gastronomie de la poularde

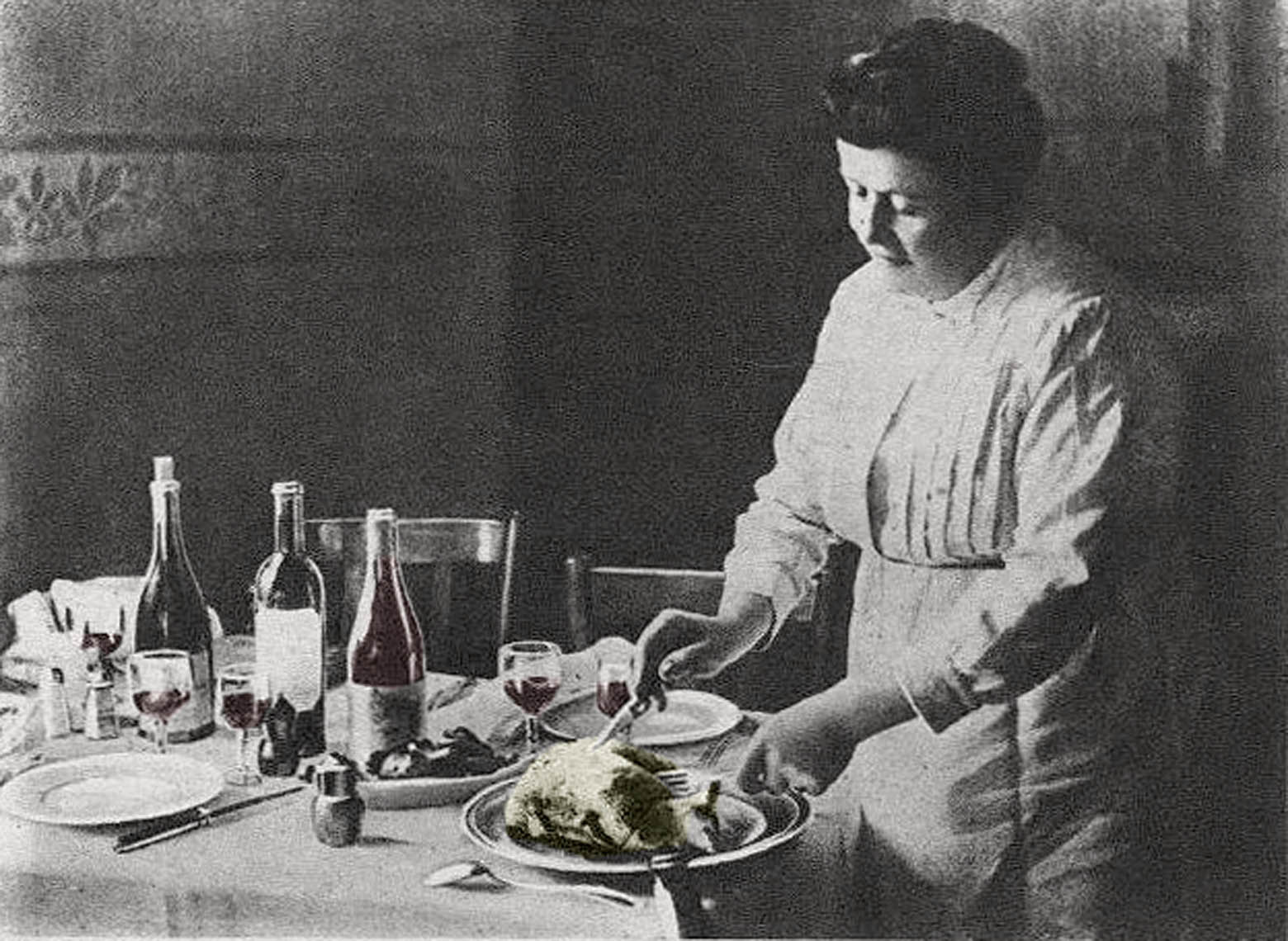
La mère Filloux découpe une poularde truffée

Dans les recettes en français, la poularde manifeste des amitiés indéfectibles : les champignons (truffe, morille, girolle, etc.), la crème et les meilleurs vins blancs. Selon Le Progrès de la Côte-d’Or du 11 juin 1926, il faut compter 500 g de truffe pour une poularde de 2 kg (et un verre de Cognac). En Italie truffe également mais truffe blanche d'Alba.

### La cuisson
La question récurrente est celle de sa cuisson : en milieu sec (four, broche, etc.) ou en milieu humide (bouillon, étouffé, vapeur...). En Occident la poularde termine majoritairement son existence dans la littérature en français au four, rôtie ou embrochée. En Chine, en soupe dans un bouillon. Prosper Montagné fait les 2 « les poulardes poêlées, braisées ou pochées », suivi par Paul Bocuse : « les poulardes se font rôtir, pocher ou poêler »,. Lucien Tendret est pourtant catégorique : « Les volailles grasses cuites à la vapeur sont d’un meilleur goût que celles cuites dans un consommé ». L'amateur chinois de la poularde à la vapeur est tout aussi affirmatif : « la poularde à la vapeur, chef-d'œuvre de la cuisine de Kunming (qui n'est plus aussi bonne de nos jours que par le passé) servie dans une soupe de nouilles, légumes et jambon est incomparable ».
La cuisson sous vide donne de bons résultats, la poularde est alors souvent découpée avant cuisson qui se fait de 40 min à 62 °C pour les filets à avec finition au four, 1 heure 30 à 62 °C, 1 heure à 68 °C pour les cuisses et jusqu'à 3 heures à 66 °C pour la poularde entière découpée,,. Le corpus des recettes est encore restreint.

### Chaude ou froide

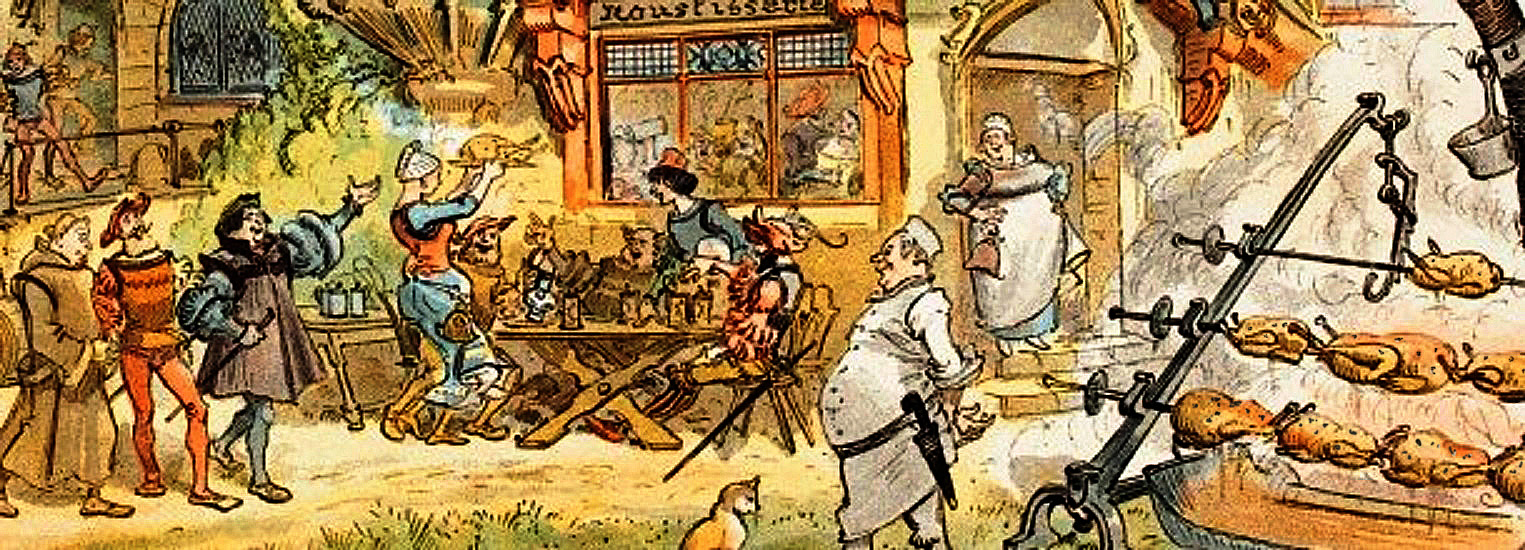
à la broche, chaude, en Lorraine

La poularde se sert chaude ou froide :
Poularde froide : en pâté, la poularde au Champagne souvent citée est une recette de pâté de poularde à la gelée de Champagne ou poularde en gelée champenoise,. Elle se fait aussi en galantine, en chaud-froid nature, à la Pembroke ou à la mayonnaise, à la macédoine, glacée à la Néva (sur une jardinière à la russe, servie pour les officiers russes en 1893), glacée à la Wladimir (purée de marron), aux cornichons,,,. Les filets de poularde à la parisienne sont roulés dans la mie de pain et la truffe, couverts de gelée.
L'ambroisie de poularde se sert chaude ou froide.
Poularde chaude. Pour ne citer que les potages du Dictionnaire des alimens de François-Alexandre Aubert de La Chesnaye Des Bois (inépuisable source de recettes de poulardes) : potage de poularde à la chicorée, au riz et aux écrevisses, de poulardes farcies et concombres farcis, en bisque (avec ris de veau, truffes, fonds d'artichauts, etc.). Le vol au vent de poularde à la parisienne et la bouchée de poularde, la poularde en croustade, le feuilleté de poularde Riviera, la tourte de poularde, la poularde en brioche sont des exemples de plats en pâtes diverses,,,,. Les recettes classiques (en sauce, rôtie, etc.) constituent l'essentiel des façons de servir la poularde chaude.

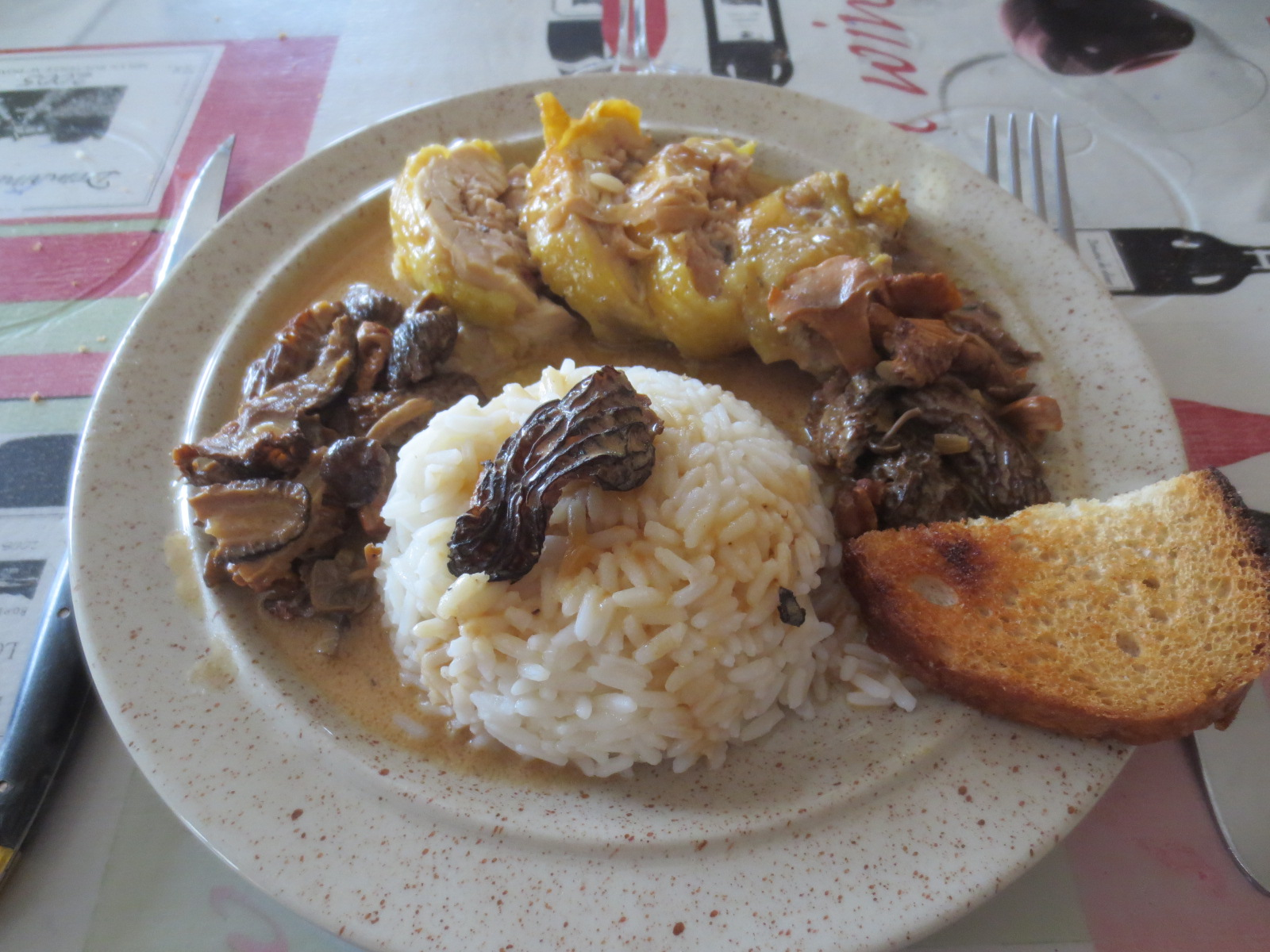
La poularde farcie aux champignons (truffes, morilles, girolles) servie avec un riz gras à la française

### Recettes de poularde de l'époque moderne

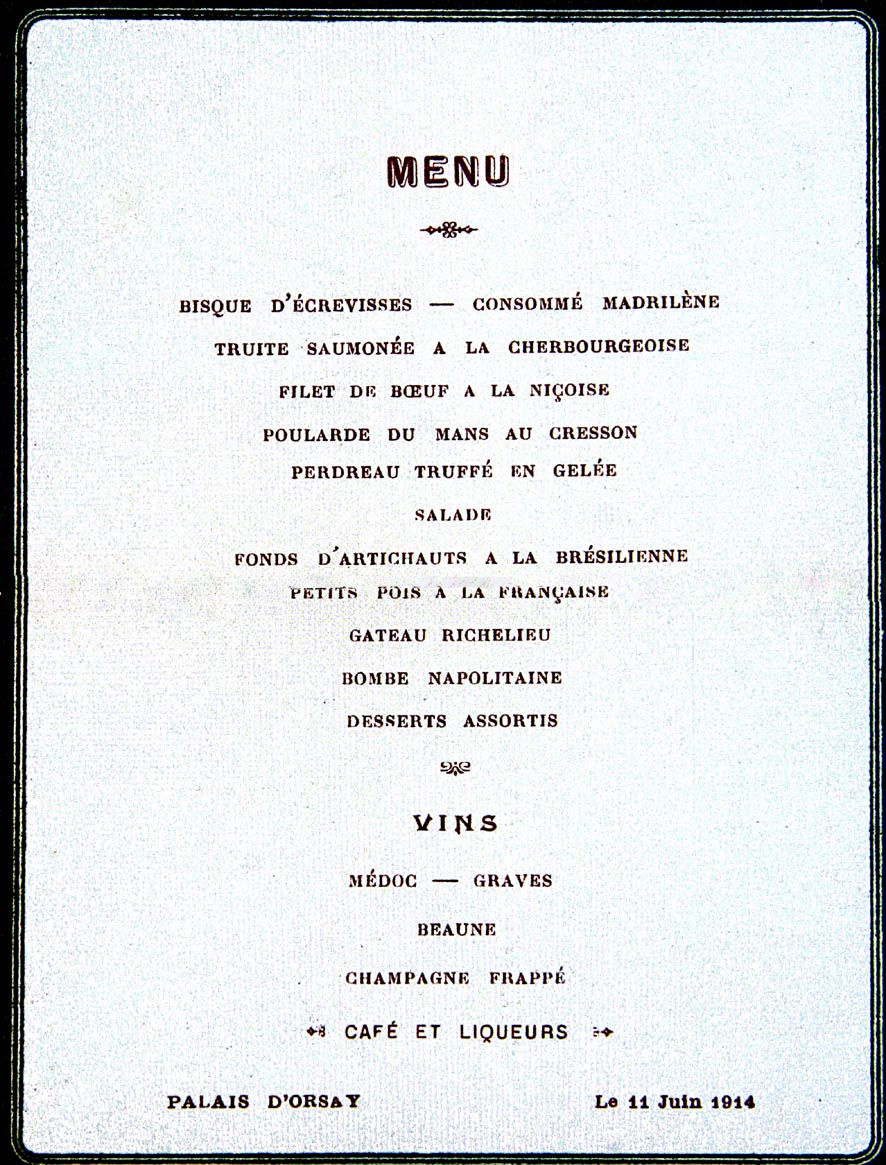
La poularde à la broche se sert toujours, depuis le XVIIe siècle, sur un lit de cresson. (menu du Palais d'Orsay 1914)

Ce survol donne une idée de l'ampleur de la créativité gourmande autour de la poularde. Il n'y a pas de recette antique mentionnant explicitement la poularde. Apicius, la principale source, donne une recette de poulet farci applicable au cochon de lait et au chapon (capo traduit chapon par Jacques André) désossé, la farce est faite de viande hachée, de semoule cuite, pignons, garum, gingembre, livèche, cervelle et œufs, le mode de cuisson n'est pas indiqué.

#### Recettes du Moyen Âge
- D'après Hildegarde de Bingen (XIe siècle) : Poularde farcie à l'hysope et cuite dans un Römertopf (pot en argile), farcie au romarin (à la poêle)[98].
- Ibn Razin al-Tuyib (XIIIe siècle), outre sa poularde en cocotte au four donne deux recettes sophistiquées avec deux types de cuisson successifs : la tharîda de Norouz à l'ail (cuisson à l'eau salée, découpe, puis fin de cuisson au four ou en brochettes, servie sur le pain trempé et un ailloli ail, fromage, noix pilées) et la tharîda de sabbat (cuisson dans un bouillon, puis mise en brochette mises à rôtir, servie sur le pain trempé nappé de fromage, amandes, olives, cannelle et nard)[46].
- L'Anonyme andalou (XIIIe siècle) : nombreuses recettes de poules grasses, dont certaines avec la mention explicite « poule engraissée ». Par exemple, 382 - Tharid : cuite avec cumin, safran, oignon, coriandre en graine, et vinaigre, en fin de cuisson pruneaux macérés au vinaigre et navets bouillis (« c'est excellent »), 384 - Tharid trempé : le bouillon de cuisson de neuf poules engraissées est réduit et on y ajoute de la cannelle, cette réduction sert à cuire une dixième poule qui sera servie sur un pain au levain bien trempé. L'anonyme explique qu'en Andalousie et en Algarve on trouve toutes sortes de volailles grasses : poules, oies, chapons et pigeonneaux[99],[45].

#### Recettes duXVIIesiècle
- François Massialot. Le cuisinier roial et bourgeois, 1691 : Poularde aux olives, à l'anglaise (farcie et rôtie, sauce truffée aux anchois avec un jus d'orange), à la braise, farcie à la crème, au jambon, en ragoût aux truffes, à la Saingaraz (au jambon et filet de vinaigre), à la Sainte Menehout (désossée, cuite à la braise, pannée, passée au four servie sauce rémoulade), en filets aux concombres, au coulis d'écrevisses[95].

#### Recettes duXVIIIesiècle
- PP. Pierre Brumoy et G. H. Bougeant. Les Dons de Comus, 1739 : Potage de santé à la poularde, bisque de poularde, sauce au blanc de poularde, pâté de poularde, aileron de poularde nouvelle au sang (« le foie de poularde est d'une grande utilité... il entre dans les entremets, dans les farces, dans les boudins »)[100]

- Vincent La Chapelle. Le cuisinier moderne, 1742. Poularde à l'Orange-Nassau (farcie de champignons et truffes, cuite à la broche, sauce aux champignons), poularde à l'indienne (désossée, cuite dans une casserole avec piment et curcuma, servie avec du riz cuit dans un bouillon), filets de poularde aux cerneaux (dans un bouillon de volaille lié avec cerneaux de noix), poularde au blanc-manger (crémée, cuite au lait, belle sauce truffée), poularde en épigramme (désossé, coupée en petits dés, comme un appareil à quenelles), poularde en lapereau (dans un bouillon riche réduit à glace), poularde en tortue[101].
- Étienne Lauréault de Foncemagne et Menon. La Science du Maître d'Hôtel Cuisinier, 1776. Poularde frite, quenelle de poularde, poularde à la Gascogne, cuisses de poularde au Prince, filets de poularde au Vertpré, poulardes en paupiettes[102].

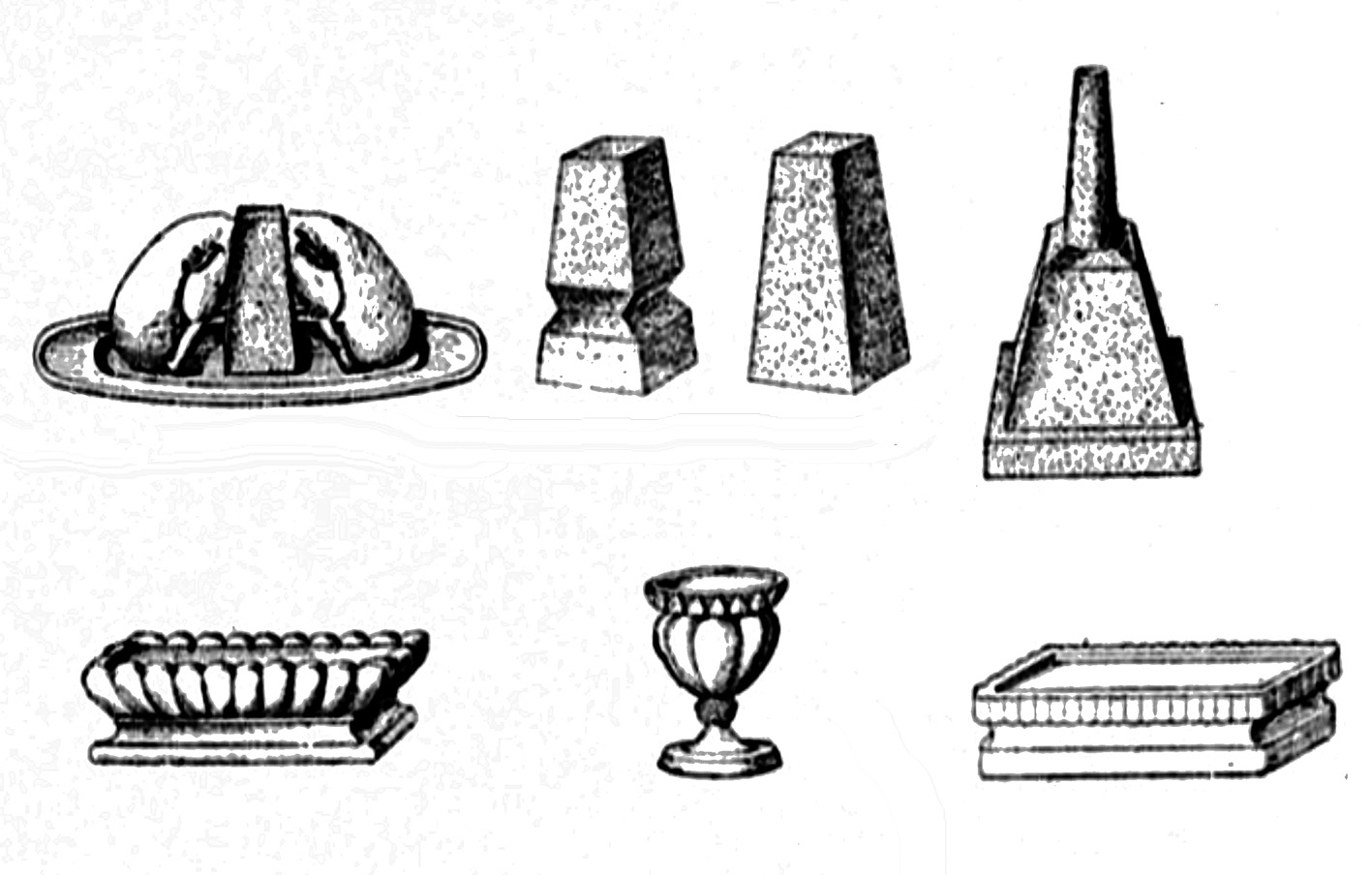
Croûtons en mie de pain ou en semoule pour dresser les volailles (La grande cuisine illustrée de Prosper Montagné, article poularde)

#### Recettes duXIXesiècle
- Haute époque du classicisme avec Antonin Carême, Le maître d’hôtel français (1822) : Poularde au cresson (rôtie, servie avec du cresson, devenue un classique), à la Périgueux, ailes de poulardes aux épinards, cuisses en bottine, poularde en ballon, filets à l'Armagnac[103]. Le Pâtissier royal parisien (1841) : sauce suprême garnie d'une saucisse de Toulouse, galantine de poularde à la gelée (farcie à la truffe et au jambon, désossée, reconstituée, long travail), blanquette de poularde ceint de filets mignons piqués glacés, épigramme de filets de poularde à la chicorée, poularde à la macédoine sauce magnonnaise[104]. Le cuisinier parisien (1828) : aspic garni d'une blanquette de poularde à la moderne[105].
- Prosper Montagné. La grande cuisine illustrée (1900) : Poularde Derby variantes à la Chantilly et à la Financière (riz, truffe, foie gras), à l'impériale (prochée avec des ris d'agneau), à la crème (toujours truffe, foie gras), à la bouquetière (asperges, artichauts), à la Toscane (spaghettis, truffe, foie gras) variante Piémontaise (riz piémontais), Prince de Galles (bécasse, truffe, foie gras), à la Doria (crêtes de coq, truffe), soufflée (farcie d'une mousse au foie gras), Niçoise et variante à l’Orientale (légumes), à la Favorite (céleri, truffe, paprika), à l’ivoire, à la Matignon, Souvarof (foie gras, truffe, Madère) variante Victoria, à l'anglaise (légumes et pommes anglaises), à la Toulouse variante à la Banquière, à la Nantua (écrevisses), pochée au vin rouge, au Chausson variante Maître Lucas (désossées, la seconde farcie). Prosper Montagné fait suivre de quelques recettes du XVIIe siècle dont poularde grasse aux grenades, et de quatre recettes de poularde froide dont la poularde Néva[78].

#### Recettes duXXesiècle

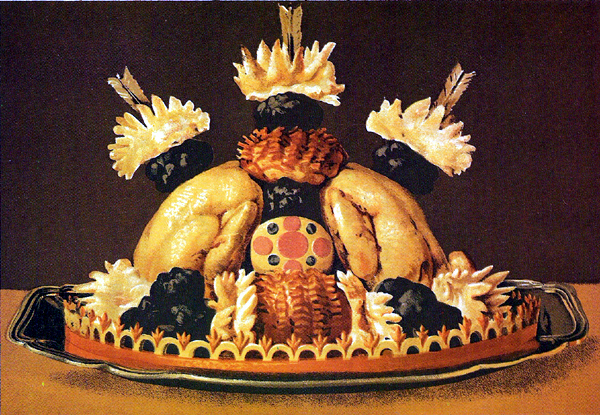
Poularde à la Godard (avec crêtes, truffes et langue écarlate) de Carême (1815), illustration du Livre de Cuisine de Jules Gouffé (1893)

- Auguste Escoffier Ma cuisine. 2 500 recettes, 1934 : Poularde Albuféra, à l'Andalouse, Bouillie à l'anglaise (« avec la cuisson une ménagère économe pourra combiner d'excellents potages clairs »), poularde Argentina, à l'Aurore, Alsacienne (farcie sauce au foie gras), aux céleris, Chanteclair (asperges et artichauts), châtelaine, demi-deuil, Derby (farcie de riz, truffes et foie gras) proche de favorite, Édouard VII, Diva et Tosca qui en sont des variantes, à l"écossaise (farce à l'orge perlé), à l'espagnole (riz, poivron, tomate), à l'estragon, financière proche de Godard, grand-hôtel, au gros-sel, aux huîtres (sauce suprême aux huîtres); impératrice et à l'indienne (sauce suprême au curry), diverses sauces suprêmes : Isabelle de France, ivoire... Récamier, au riz, Rossini et à la Talleyrand (avec des macaroni), soufflée (farce Mousseline), à la Valencienne (saucisses espagnoles et poivrons doux), aux perles du Périgord[107].
- Louisette Bertholle. Les recettes secrètes des meilleurs restaurants de France, 1989. Condensé de recettes les plus appréciées de son temps : Poularde à la crème aux cèpes de Revard (Aix-les-Bains), poularde aux morilles, Belle Aurore (La Côte d'Or à Saulieu), braisée à la crème d'estragon (Père Bise à Talloire), dauphinoise - proche de la demi-deuil avec cuisson en vessie (Rostang à Sassenage), poularde de Bresse Mireille - fricassée aux morilles (Mère Charles à Mionnay), pochée demi-deuil de la Mère Brazier Col de Luère servie avec une sauce béarnaise au raifort[108].
- Paul Bocuse. La cuisine du marché, 1980. Poularde de Bresse truffée rôtie, poêlée châtelaine (aux marrons), gros sel, pochée à l'estragon et au riz, au riz sauce suprême, pochée princesse (avec artichauts et asperges), truffée mère Brazier (cuite dans un bouillon à frémissement), en vessie Joannes Nandron (désossée, au bouillon frémissant 1 heure 1/2)[15].

#### Recettes duXXIesiècle

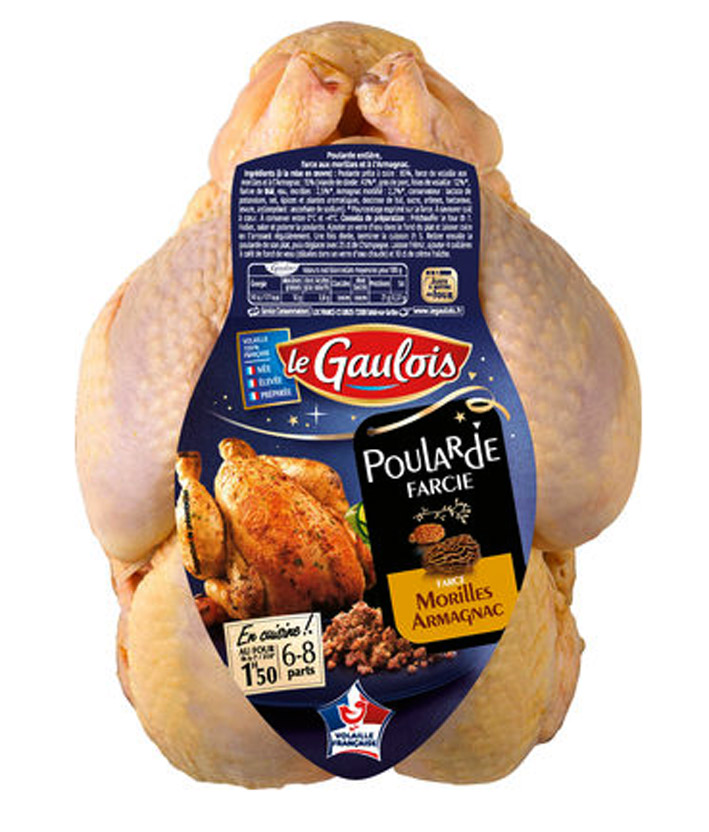
Poularde prête à cuire, farce aux morilles et à l'Armagnac (2.2 kg)

La poularde se trouve de nos jours le plus souvent déjà apprêtée prête à cuire ou à réchauffer. La farce reste classique (champignons, Armagnac, figues, foies gras, sauce au vin jaune, etc.) pour ce plat de tradition.
- Georges Blanc : poularde de Bresse Elisa Blanc (à la crème avec crêpes et royale de crustacé).
- Alain Ducasse : poularde truffée, artichauts crus et cuits, poularde aux écrevisses[111],[112],
- Joel Robuchon : poularde truffée aux pommes de terre sautées à cru à l'ail rose de Lautrec (cuite au four)[113].
- Patrick Vander (Evian) dans sa recette de Poularde de Bresse, le suprême clouté au foie gras, fines herbes et vin jaune est une bonne illustration de la sophistication de la cuisine actuelle[114].

### Accord des vins et de la poularde

#### Recettes de poularde au vin
Les vins blancs les plus distingués entrent dans de nombreuses recettes de poularde. Le Champagne, vin festif : début XVIIe siècle François Massialot arrose la cuisson de sa poularde aux olives avec du Champagne, la poularde au Champagne est une constante de la gastronomie régionaliste que note Raymond Brunet avec le coq au Chambertin et le caneton au vin de paille,. Les blancs secs et boisés sont usuels : de type Xérès ou Château-Chalons, avec la fameuse poularde au vin-jaune, la poularde au Chablis, la poularde mère Filloux contient du Porto blanc, en Espagne le Pedro Ximenez est dans la sauce de la pularda rellena al horno,,,. Vins blancs fruités plus rarement : poularde au Riesling longtemps au menu du restaurant parisien La Grande Taverne.
Côté rouges, les classiques sont la poularde sauce Madère, ce vin est souvent présent avec les truffes (poularde à la Périgueux ou à la Périgord), la pularda al ajo (à l'ail) se fait au vin rouge sec,,.

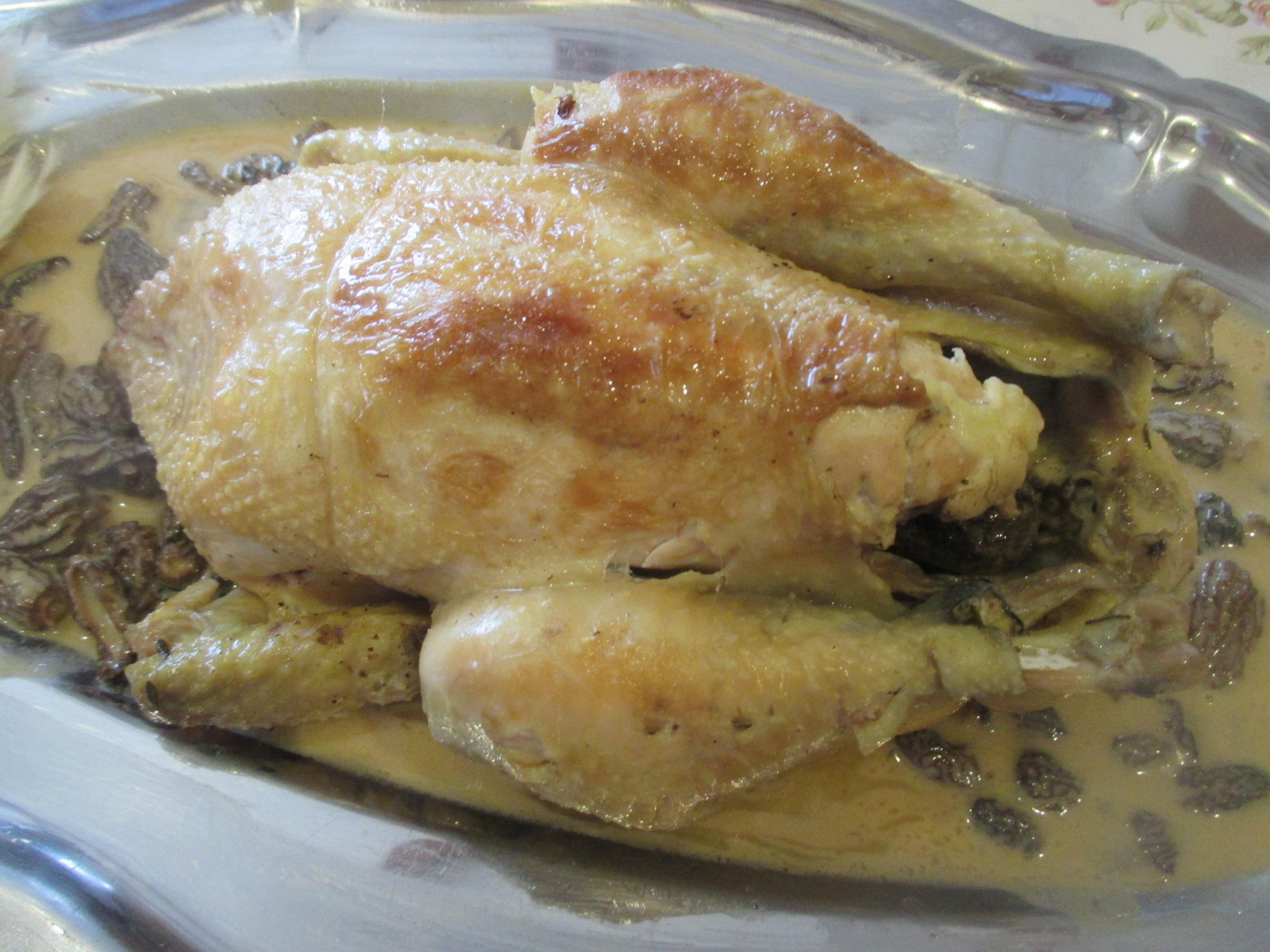
Poularde aux morilles cuisinée au vin jaune, à la crème et au beurre de Bresse.

#### Service du vin avec la poularde
Pour le service de ces poulardes au vin, Pierre Arditi conseille : « Si vous avez un plat confectionné avec une sauce au vin, comme une poularde au vin jaune, servez-le avec le vin utilisé pour créer la sauce ».
Jacques-Louis Delpal (2008) donne de nombreux vins selon les sauces et la cuisson de la poularde : Poularde à la crème pas de risque avec un vin tendre voir un rien moelleux (Chinon, Bourgeuil...), poularde en vessie : un bourgogne souple, certains Bordeaux plutôt merlot, poularde demi-deuil : Bourgogne rouge sans sévérité (Meursault) et Pessac-Leognan, poularde truffée cuite à la vapeur : blanc généreux de la vallée de Rhone.
L'université du vin - Suze La Rousse (2019) est classique : poularde à la crème avec morilles : côte du Jura, sans morilles grand vin blanc Chardonnay (Mâcon-Verzé). Le Figaro de même avec une poularde rôtie : gamay noir, un bon beaujolais jeune. Miguel Córdoba (2009) parle d'une superbe poularde, arrosée de vin de Ferrare, ces vins du Bosco ont un gout léger mais très parfumé,.

## Anthologie
- Lettre de Voltaire à la Marquise de Bouffers. Ferney, 21 janvier 1767[130].

« Pour moi, quoique je n'aie plus de dents, je me rendrai à discrétion à quiconque voudra me fournir des poulardes »

- Joseph-Honoré Rémi (1738-1782). Recueil de toutes les pièces intéressantes publiées en France, relativement aux troubles des Parlemens. 1771[131].

« il est très important de faire vivre le peuple, même à Paris, parce que lui peuple ne demande que du pain et que lorsqu'il en a suffisamment et à bon compte, il voit sans murmurer ceux qui se disent ses protecteurs manger des brioches et des poulardes. »

- Jean-Henri Marchand (17..-1785). Les giboulées de l'hiver. 1782. A Madame de T.[132].

« D'une appétissante poularde, 
Vous avez les propriétés,
Et sitôt que l'on vous regarde, 
L’œil et le cœur sont affectés. »

- D'une poularde truffée, quatrain du chef cuisinier du Roi de Grèce Achile Ozanne (1913)[133] :

« Sur sa chair blanche et rose,
Exquise volupté,
La truffe se repose
Comme un grain de beauté. »

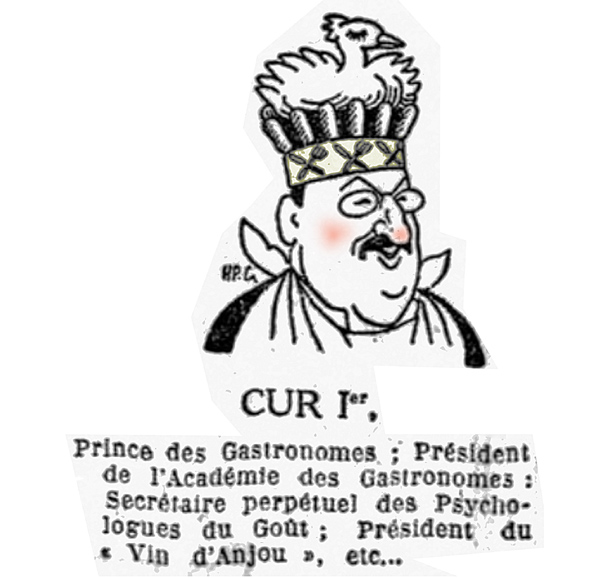
La couronne de Curnonsky, prince des gastronomes, est surmontée d'une poularde

- Anonyme : « pour manger une poularde, il faut n'être que deux : soi... et la poularde »[134]. (En 1859, ce précepte est rapporté au sujet de la poularde de Gourin, la moins volumineuse de son espèce et réputée d'une grande finesse: « pour manger une poularde de Gourin, il faut être deux, soi et la poularde »)[135].
- Curnonsky[136]:

« Si le potage avait été aussi chaud que le vin, le vin aussi vieux que la poularde et la poularde aussi grasse que la maîtresse de maison, cela aurait été presque convenable... »

- En 1983, c'est en lui cuisinant une poularde de Bresse que Jacques Martin a séduit Cécilia[137].

## Bibliographie

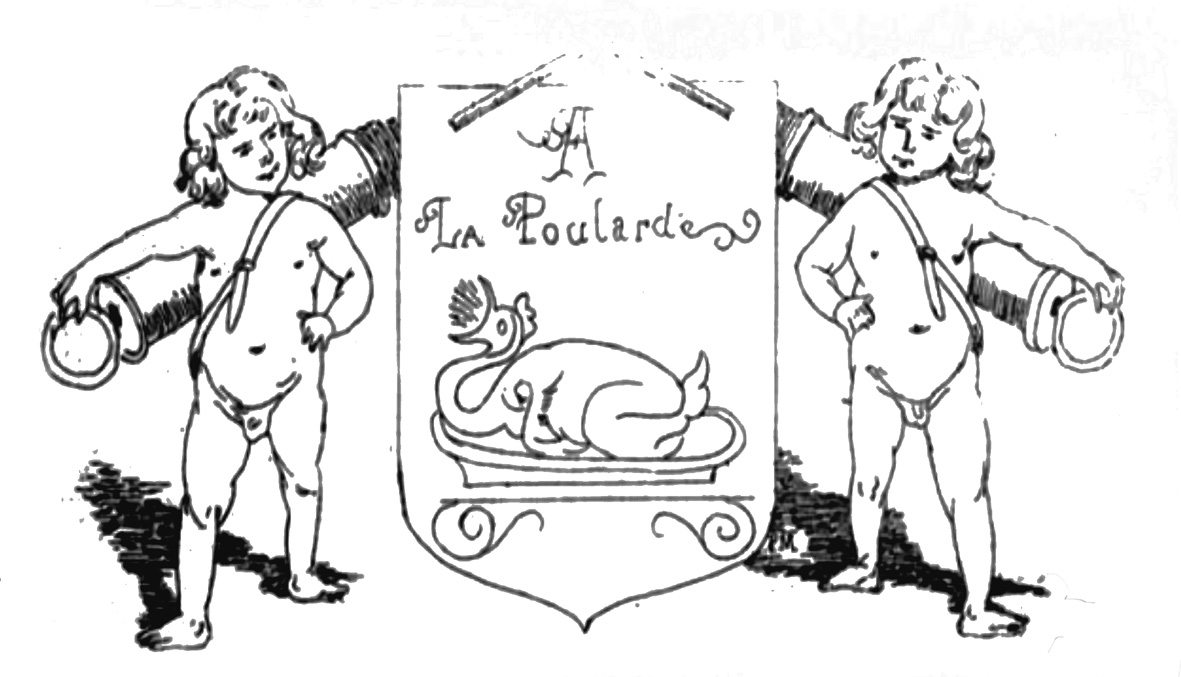
Frontispice du livre sur l'Exposition Incohérente par la Société Gallinophile La Poularde (Bourg en Bresse - 1887)

### Poularde du Mans
- Henri Chardon. Scarron inconnu, et les types des personnages du Roman comique. Paris, Champion, Mamers, G. Fleury et A. Dangin, Le Mans A. de Saint-Denis, 1901 (où on apprend l'existence d'un libelle diffamatoire intitulé [Gabriel Leblanc] Question d'étal pour les poulardes de La Flèche contre celles du Mans, et d'une réponse d'H. Chardon Du rôle des Poulardes et du ridicule dans l'Histoire du Maine au XVIIe siècle)[139].
- Abbé Charles Trillon de La Bigottière. La Légende des poulardes du Mans, Mamers, G. Fleury et A. Dangin, Paris, Pouget-Coulon et Roulot, 1901, réédition 1902. 50 p. Ouvrage en vers, « le dindon est l'ennemi des poulardes mancelles, c'est pour venger l'honneur d'une de ces poulardes méconnues que l'auteur a rimé »[140].

### Poularde de Mézeray - Poularde de la Flèche
- Charles-Émile Jacque (1813-1894). Le Poulailler, monographie des poules indigènes et exotiques. Paris Librairie agricole de la Maison rustique. 1878[141].

- Marguerite Rossignol, illustration de Daniel Moreau. La poularde de Mézeray. Lujees. 24 p. 2024[142].
- Auteur local citée dans L'Action française du dimanche du 27 mai 1923[143].

« Notre poularde avec raison
Méprise la comparaison.
Elle est plus fine et mieux en graisse
Que la volaille de la Bresse.
On trouve des gens malveillants
Qui malgré la géographie
L’appellent poularde du Mans
Quelle erreur et quelle infamie ! »

### Poularde de Bresse
- Paul-Claude Dubost (1828-1891). La Bresse et sa volaille, Bourg, Millet-Bottier, 1865, 13 p. in-8o[144].

- Société de géographie de l'Ain, Bulletin de la Société de géographie de l'Ain, Bourg, Imprimerie du Courrier de l'Ain. 1882-1903. p. 6 La poularde de Bresse. Cette synthèse donne in extenso la recette de poularde truffée à la vapeur de Lucien Tendret. À partir de la p. 15, quelques poésies sur le thème de la poularde, dont cet extrait des Émaux bressans de Gabriel Vicaire[145]:

« Naïve enfant de la Bresse 
Être honnête et succulent
Qui t'enveloppe d'un blanc 
Justaucorps de fine graisse ...
Ta respectable bedaine 
Semble celle d'un gourmet,
Ta chair a comme un fumet
D'amourettes et de fredaines »

- Collectif, préface de Georges Blanc et Pierre Bonte. Les secrets gourmands de la volaille de Bresse, sous l'égide de la Confrérie des Poulardiers de Bresse. Editions M&G Michel Godet, Collection Gastronomie et Gourmandises. 2022. 140 p.[146]

### Les grandes manifestations, festivals et fêtes à la poularde
- Les Glorieuses de Bresse chaque année entre le 10 et le 22 décembre (Louhans, Pont-de-Vaux, Montrevel-en-Bresse, Bourg-en-Bresse)  On y décerne la Crête d'or de la poularde de Bresse qui couronne le concours de dégustation de poulardes bressanes . La Confrérie des Poulardiers de Bresse créée en 1962 y est présente .
- Festival do Capão e da Polarda à Freamunde, Oliveira de Frades (Portugal) organisé par la Confraria Gastronómica do Frango do Campo le 13 décembre. Dégustation du arroz de polarda (riz de poularde au sang)
- Fira de Santa Llúcia à Prats de Lluçanès , début décembre. Concours de recettes de volaille de Noël qui comprend des pulardas del Berguedà

### autres liens
- Vidéo : service de la poularde de Bresse truffée en vessie au restaurant Paul Bocuse
- En hommage à Anna Karénine de Léon Tolstoï : recette de la poularde à l'estragon dans le blog storiediciboefilm
- Grimod de la Reynière, Néo-physiologie du gout par ordre alphabétique, article poularde : « les meilleures poulardes connues sont celles du Maine,de la Bresse, du pays de Caux en Normandie et du Montalbanais en Quercy. La poularde est peut-être un peu moins savoureuse que le chapon, mais la substance en est plus délicate. C’est à sept ou huit mois qu’elle est dans toute sa perfection. Quand elle est âgée de plus d’un an, elle a presque toujours pondu, et sa chair, alors, n’est plus bonne qu’à faire les quenelles et du bouillon de volaille » .
- Brillat-Savarin, Physiologie du goût, Variétés XI, La Poularde de Bresse (les époux de Versy, se réveillent en pleine nuit la faim au ventre, ils se souviennent de la poularde sur la table hier soir... et organisent un repas nocturne)
- En 1901, la Poularde à la toulousaine gagne le concours culinaire du Figaro (poularde et saucisse de Toulouse)
- Prosper Montagné donne dans l'Œuvre (1925) la recette de la poularde pochée au gros sel et des diverses sauces qui peuvent l'accompagner dont la poularde au riz  et une belle série de recettes de poularde dans La grande cuisine illustrée .
- Cahier des charges de la poularde du Périgord
- L’introduction du Chapon au Japon est récente, les poules femelles sont réservées pour la ponte :